# Градска општина Тлавак
Тлавак (шп. Tláhuac) је градска општина града Мексика у Мексику. Општина се налази на надморској висини од 2254 м.

## Становништво
Према подацима из 2010. у општини је живело 360265 становника.

### Хронологија
| Година       | 2000                     | 2005                     | 2010                     |
| ------------ | ------------------------ | ------------------------ | ------------------------ |
| Становништво | 302790 (147469 / 155321) | 344106 (167271 / 176835) | 360265 (175210 / 185055) |

### Попис
| \| \| м \| \| \| ж \| \| 0—2 \| 9.190 \| \| \| 8.639 \| \| 3—5 \| 9.868 \| \| \| 9.542 \| \| 6—11 \| 20.466 \| \| \| 19.274 \| \| 12—14 \| 9.932 \| \| \| 9.732 \| \| 15—17 \| 10.632 \| \| \| 10.213 \| \| 18—24 \| 22.593 \| \| \| 23.076 \| \| 60+ \| 12.061 \| \| \| 14.894 \| \| Просек : \| 29,1 \| \| \| 30,5 \| |        |  |  |        |
| |        |  |  |        |
| | м      |  |  | ж      |
| 0—2 | 9.190  |  |  | 8.639  |
| 3—5 | 9.868  |  |  | 9.542  |
| 6—11 | 20.466 |  |  | 19.274 |
| 12—14 | 9.932  |  |  | 9.732  |
| 15—17 | 10.632 |  |  | 10.213 |
| 18—24 | 22.593 |  |  | 23.076 |
| 60+ | 12.061 |  |  | 14.894 |
| Просек : | 29,1   |  |  | 30,5   |

| #   | Индикатор                                                                                        | Вредност |
| --- | ------------------------------------------------------------------------------------------------ | -------- |
| 1   | Становништво од 0 до 2 године                                                                    | 17829    |
| 2   | Мушко становништво од 0 до 2 године                                                              | 9190     |
| 3   | Женско становништво од 0 до 2 године                                                             | 8639     |
| 4   | Становништво са 3 и више година                                                                  | 339424   |
| 5   | Мушко становништво са 3 и више година                                                            | 164519   |
| 6   | Женско становништво са 3 и више година                                                           | 174905   |
| 7   | Становништво са 5 и више година                                                                  | 326513   |
| 8   | Мушко становништво са 5 и више година                                                            | 158006   |
| 9   | Женско становништво са 5 и више година                                                           | 168507   |
| 10  | Становништво са 12 и више година                                                                 | 280274   |
| 11  | Мушко становништво са 12 и више година                                                           | 134185   |
| 12  | Женско становништво са 12 и више година                                                          | 146089   |
| 13  | Становништво са 15 и више година                                                                 | 260610   |
| 14  | Мушко становништво са 15 и више година                                                           | 124253   |
| 15  | Женско становништво са 15 и више година                                                          | 136357   |
| 16  | Становништво са 18 и више година                                                                 | 239765   |
| 17  | Мушко становништво са 18 и више година                                                           | 113621   |
| 18  | Женско становништво са 18 и више година                                                          | 126144   |
| 19  | Становништво од 3 до 5 година                                                                    | 19410    |
| 20  | Мушко становништво од 3 до 5 година                                                              | 9868     |
| 21  | Женско становништво од 3 до 5 година                                                             | 9542     |
| 22  | Становништво од 6 до 11 година                                                                   | 39740    |
| 23  | Мушко становништво од 6 до 11 година                                                             | 20466    |
| 24  | Женско становништво од 6 до 11 година                                                            | 19274    |
| 25  | Становништво од 8 до 14 година                                                                   | 46225    |
| 26  | Мушко становништво од 8 до 14 година                                                             | 23665    |
| 27  | Женско становништво од 8 до 14 година                                                            | 22560    |
| 28  | Становништво од 12 до 14 година                                                                  | 19664    |
| 29  | Мушко становништво од 12 до 14 година                                                            | 9932     |
| 30  | Женско становништво од 12 до 14 година                                                           | 9732     |
| 31  | Становништво од 15 до 17 година                                                                  | 20845    |
| 32  | Мушко становништво од 15 до 17 година                                                            | 10632    |
| 33  | Женско становништво од 15 до 17 година                                                           | 10213    |
| 34  | Становништво од 18 до 24 године                                                                  | 45669    |
| 35  | Мушко становништво од 18 до 24 године                                                            | 22593    |
| 36  | Женско становништво од 18 до 24 године                                                           | 23076    |
| 37  | Женско становништво од 15 до 49 година                                                           | 105140   |
| 38  | Становништво са 60 и више година                                                                 | 26955    |
| 39  | Мушко становништво са 60 и више година                                                           | 12061    |
| 40  | Женско становништво са 60 и више година                                                          | 14894    |
| 41  | Однос између мушкараца и жена                                                                    | 94.68    |
| 42  | Становништво од нуле до 14 година                                                                | 96643    |
| 43  | Становништво од 15 до 64 године                                                                  | 243045   |
| 44  | Становништво од 65 година и више                                                                 | 17565    |
| 45  | Просечан број деце                                                                               | 2.01     |
| 46  | Становништво рођено у ентитету                                                                   | 290308   |
| 47  | Мушко становништво рођено у ентитету                                                             | 143058   |
| 48  | Женско становништво рођено у ентитету                                                            | 147250   |
| 49  | Становништво рођено у другом ентитету                                                            | 65429    |
| 50  | Мушко становништво рођено у другом ентитету                                                      | 29903    |
| 51  | Женско становништво рођено у другом ентитету                                                     | 35526    |
| 52  | Становништво од 5 година и више резидентно у ентитету у јуну 2005. године                        | 316492   |
| 53  | Мушко становништво старосног доба од 5 година и више, резидентно у ентитету у јуну 2005. године  | 153008   |
| 54  | Женско становништво старосног доба од 5 и више година, резидентно у ентитету у јуну 2005. године | 163484   |
| 55  | Становништво од 5 година и више које је живело у другом ентитету у јуну 2005. године             | 7025     |
| 56  | Мушко становништво старије од 5 година које је живело у другом ентитету у јуну 2005. године      | 3311     |
| 57  | Женско становништво старије од 5 година које је живело у другом ентитету у јуну 2005. године     | 3714     |
| 58  | Становништво од 3 године и више које говори аутохтони језик                                      | 4721     |
| 59  | Мушко становништво старо 3 године и више које говори аутохтони језик                             | 2351     |
| 60  | Женско становништво старо 3 године и више које говори аутохтони језик                            | 2370     |
| 61  | Становништво од 3 године и више које говори аутохтони језик и не говори шпански језик            | 32       |
| 62  | Мушко становништво старо 3 године и више које говори аутохтони језик и не говори шпански         | 10       |
| 63  | Женско становништво старо 3 године и више које говори аутохтони језик и не говори шпански језик  | 22       |
| 64  | Становништво старо 3 године и више које говори аутохтони језик и шпански                         | 3927     |
| 65  | Мушко становништво старо 3 године и више које говори аутохтони језик и шпански                   | 1971     |
| 66  | Женско становништво старо 3 године и више које говори аутохтони језик и шпански                  | 1956     |
| 67  | Становништво од 5 година и више које говори аутохтони језик                                      | 4686     |
| 68  | Становништво од 5 година и више које говори аутохтони језик и не говори шпански језик            | 30       |
| 69  | Становништво од 5 година и више које говори аутохтони језик и говори шпански језик               | 3915     |
| 70  | Становништво у домородачким домаћинствима                                                        | 12090    |
| 71  | Становништво са ограничењима у активностима                                                      | 15474    |
| 72  | Становништво са ограниченим ходањем или кретањем, горе или доле                                  | 7835     |
| 73  | Становници са ограничењима вида, чак и уз кориштење сочива                                       | 4793     |
| 74  | Становништво са ограничењима говора, комуникације или конверзације                               | 1261     |
| 75  | Становништво са ограниченим слухом                                                               | 1632     |
| 76  | Становништво са ограничењима при одевању, купању или јелу                                        | 706      |
| 77  | Становништво са ограничењима у опажању или учењу једноставних ствари                             | 704      |
| 78  | Становништво са менталним ограничењима                                                           | 1627     |
| 79  | Становништво без ограничења активности                                                           | 340340   |
| 80  | Становништво од 3 до 5 година које не похађа школу                                               | 7461     |
| 81  | Мушко становништво од 3 до 5 година које не похађа школу                                         | 3741     |
| 82  | Женско становништво од 3 до 5 година које не похађа школу                                        | 3720     |
| 83  | Становништво од 6 до 11 година које не похађа школу                                              | 799      |
| 84  | Мушко становништво од 6 до 11 година које не похађа школу                                        | 446      |
| 85  | Женско становништво од 6 до 11 година које не похађа школу                                       | 353      |
| 86  | Становништво од 12 до 14 година које не похађа школу                                             | 962      |
| 87  | Мушко становништво од 12 до 14 година које не похађа школу                                       | 564      |
| 88  | Женско становништво од 12 до 14 година које не похађа школу                                      | 398      |
| 89  | Становништво од 15 до 17 година похађа школу                                                     | 16197    |
| 90  | Мушко становништво од 15 до 17 година похађа школу                                               | 8080     |
| 91  | Женско становништво између 15 и 17 година живота у школи                                         | 8117     |
| 92  | Становништво од 18 до 24 године похађа школу                                                     | 17208    |
| 93  | Мушко становништво од 18 до 24 године похађа школу                                               | 8547     |
| 94  | Женско становништво од 18 до 24 године похађа школу                                              | 8661     |
| 95  | Становништво од 8 до 14 година које не може да чита и пише                                       | 668      |
| 96  | Мушко становништво старосног доба од 8 до 14 година које не може да чита и пише                  | 392      |
| 97  | Женско становништво старосног доби од 8 до 14 година које не може да чита и пише                 | 276      |
| 98  | Становништво од 15 година и више које је неписмено                                               | 6365     |
| 99  | Мушко становништво од 15 година и више које је неписмено                                         | 1961     |
| 100 | Женско становништво од 15 година и више које је неписмено                                        | 4404     |
| 101 | Становништво старо 15 и више година без школовања                                                | 8045     |
| 102 | Мушко становништво старо 15 и више година без школовања                                          | 2792     |
| 103 | Женско становништво старо 15 и више година без школовања                                         | 5253     |
| 104 | Становништво старосног доба 15 и више година са непотпуним основним образовањем                  | 17127    |
| 105 | Мушко становништво старосног доба од 15 година и више са непотпуном основним образовањем         | 6862     |
| 106 | Женско становништво старосног доба 15 и више година са непотпуном основним образовањем           | 10265    |
| 107 | Становништво старо 15 и више година са комплетним основним образовањем                           | 33951    |
| 108 | Мушко становништво старо 15 година и више са комплетним основним образовањем                     | 14989    |
| 109 | Женско становништво старо 15 и више година са комплетним основним образовањем                    | 18962    |
| 110 | Становништво старосног доба 15 и више година са непотпуним средњим образовањем                   | 14940    |
| 111 | Мушко становништво старосног доба од 15 година и више са непотпуним средњим образовањем          | 8141     |
| 112 | Женско становништво старосног доба од 15 година и више са непотпуним средњим образовањем         | 6799     |
| 113 | Становништво старо 15 и више година са пуним секундарном образовањем                             | 66309    |
| 114 | Мушко становништво старосног доба од 15 година и више са пуним секундарном образовањем           | 33006    |
| 115 | Женско становништво старосног доба од 15 година и више са пуним секундарном образовањем          | 33303    |
| 116 | Становништво старије од 18 година са постосновним образовањем                                    | 110361   |
| 117 | Мушко становништво старије од 18 година са постосновним образовањем                              | 54147    |
| 118 | Женско становништво старије од 18 година са постосновним образовањем                             | 56214    |
| 119 | Просечна оцена школовања                                                                         | 9.69     |
| 120 | Просечан ниво образовања мушке популације                                                        | 9.9      |
| 121 | Просечан ниво образовања женског становништва                                                    | 9.5      |
| 122 | Економски активно становништво                                                                   | 151240   |
| 123 | Економски активна мушка популација                                                               | 96235    |
| 124 | Економски активна женска популација                                                              | 55005    |
| 125 | Становништво које није економски активно                                                         | 128021   |
| 126 | Мушко становништво које није економски активно                                                   | 37367    |
| 127 | Женско становништво које није економски активно                                                  | 90654    |
| 128 | Запослено становништво                                                                           | 144562   |
| 129 | Запослено мушко становништво                                                                     | 91402    |
| 130 | Запослено женско становништво                                                                    | 53160    |
| 131 | Незапослена популација                                                                           | 6678     |
| 132 | Незапослена мушка популација                                                                     | 4833     |
| 133 | Незапослена женска популација                                                                    | 1845     |
| 134 | Становништво без права на здравствене услуге                                                     | 145186   |
| 135 | Становништво које има право на здравствене услуге                                                | 211530   |
| 136 | Становништво које има право на ИМСС                                                              | 100326   |
| 137 | Становништво које има право на социјално осигурање                                               | 49386    |
| 138 | Становништво које има право на државно социјално осигурање                                       | 672      |
| 139 | Становништво које има право на опште осигурање или здравствено осигурање за нову генерацију      | 43864    |
| 140 | Становништво које је било једном или није било у браку током 12 година и више                    | 98071    |
| 141 | Венчано или уједињено становништво од 12 година и више                                           | 151535   |
| 142 | Становништво које је било у браку или уједињено 12 година и више                                 | 29992    |
| 143 | Становништво са католичком религијом                                                             | 299679   |
| 144 | Протестанти, еванђелисти и библијски следбеници различити од еванђелиста                         | 29484    |
| 145 | Становништво са другим религијама различитим од претходних                                       | 507      |
| 146 | Становништво без религије                                                                        | 15303    |
| 147 | Укупно пописаних домаћинства                                                                     | 90275    |
| 148 | Пописна домаћинства на челу са мушкарцима                                                        | 66238    |
| 149 | Пописна домаћинства на челу са женама                                                            | 24037    |
| 150 | Становништво у пописним домаћинствима                                                            | 357087   |
| 151 | Становништво у пописним домаћинствима на челу са мушкарцима                                      | 273283   |
| 152 | Становништво у пописним домаћинствима на челу са женама                                          | 83804    |
| 153 | Укупно домаћинстава                                                                              | 103696   |
| 154 | Укупно насељених домаћинстава                                                                    | 91254    |
| 155 | Укупно приватних кућа                                                                            | 102717   |
| 156 | Насељени приватни домови                                                                         | 90275    |
| 157 | Укупно насељених приватних кућа                                                                  | 91242    |
| 158 | Ненасељене приватне куће                                                                         | 9379     |
| 159 | Појединачна домаћинства за привремену употребу                                                   | 3063     |
| 160 | Становници у насељеним приватним кућама                                                          | 357087   |
| 161 | Насељеност станара у приватним становима                                                         | 3.96     |
| 162 | Просечно становника по соби у приватним насељеним домаћинствима                                  | 1.01     |
| 163 | Појединачна домаћинства са подовима од различитих материјала од земље                            | 88136    |
| 164 | Појединачна домаћинства у приземљу                                                               | 1337     |
| 165 | Појединачна домаћинства са једном спаваћом собом                                                 | 28252    |
| 166 | Појединачна домаћинства са две спаваће собе и више                                               | 61656    |
| 167 | Појединачна домаћинства са једним собом                                                          | 6424     |
| 168 | Појединачна домаћинства са две собе                                                              | 12824    |
| 169 | Појединачна домаћинства са 3 собе и више                                                         | 70483    |
| 170 | Појединачна домаћинства која имају електрично светло                                             | 89756    |
| 171 | Појединачна домаћинства која немају електрично светло                                            | 188      |
| 172 | Појединачна домаћинства која имају водоводну воду у стамбеном простору                           | 86979    |
| 173 | Појединачна домаћинства која немају водоводну воду у стамбеном простору                          | 2792     |
| 174 | Појединачна домаћинства која имају тоалет                                                        | 89285    |
| 175 | Појединачна домаћинства која имају канализацију                                                  | 89004    |
| 176 | Појединачна домаћинства која немају канализацију                                                 | 507      |
| 177 | Појединачна домаћинства која имају електрично светло, довод воде из јавне мреже и канализацију   | 86150    |
| 178 | Појединачна домаћинства без икаквих услова                                                       | 336      |
| 179 | Појединачна домаћинства која имају радио                                                         | 81568    |
| 180 | Појединачна домаћинства која имају телевизор                                                     | 88284    |
| 181 | Појединачна домаћинства која имају фрижидер                                                      | 78989    |
| 182 | Појединачна домаћинства која имају машину за веш                                                 | 66543    |
| 183 | Појединачна домаћинства која имају аутомобил или комби                                           | 36605    |
| 184 | Појединачна домаћинства која имају рачунар                                                       | 34150    |
| 185 | Појединачна домаћинства која имају фиксну телефонску линију                                      | 57227    |
| 186 | Појединачна домаћинства која имају мобилни телефон                                               | 64349    |
| 187 | Појединачна домаћинства која имају приступ интернету                                             | 23821    |